# یحیی بن سلامه الکلبی
یحیی بن سلامه الکلبی (انگلیسی: Yahya ibn Salama al-Kalbi) نهمین والی اموی اندلس (۷۲۶–۷۲۸) بوده است.
وی توسط هشام بن عبدالملک خلیفه امویان به این سمت منصوب و جانشین عذره بن عبدالله الفهری شد، وی بی‌عدالتی‌های عنبسه بن سحیم الکلبی را محکوم کرد و متعد به جبران مالیات‌های زیاد و اموال مصادره شد. در دوران حکومت سلامه الکلبی جنگی علیه مسیحیان رخ نداد.